# Fars (agentura)
Fars je íránská zpravodajská agentura. Dle vlastního vyjádření se jedná o nezávislou agenturu, ale jiné sdělovací prostředky, například CNN nebo Reuters, ji považují částečně za vládní. Podle The Wall Street Journal má vazby na Íránské revoluční gardy.
Kromě perštiny zveřejňuje zpravodajství také v angličtině, turečtině a arabštině.
V roce 2012 se agentura Fars ztrapnila seriózním převzetím satirického amerického článku, podle kterého by většina bílých amerických venkovanů volila raději Mahmúda Ahmadínežáda než Baracka Obamu.